# Ánizs
Az ánizs (Pimpinella anisum) ismert fűszernövény. Népies neve: ánizsmag, illatos ánizs, közönséges ánizs, bécsi- vagy édeskömény.

## Származása, termőhelye
A Földközi-tenger mellékéről származik, de már nagyon sokfelé termesztik, így nálunk is. Már az ókori Egyiptomban is használták fűszerként; az ókori Keleten fizetőeszköz is volt. Pannóniába a római katonák hozták be. A középkor kedvelt fűszere volt.

## Megjelenése, termesztése

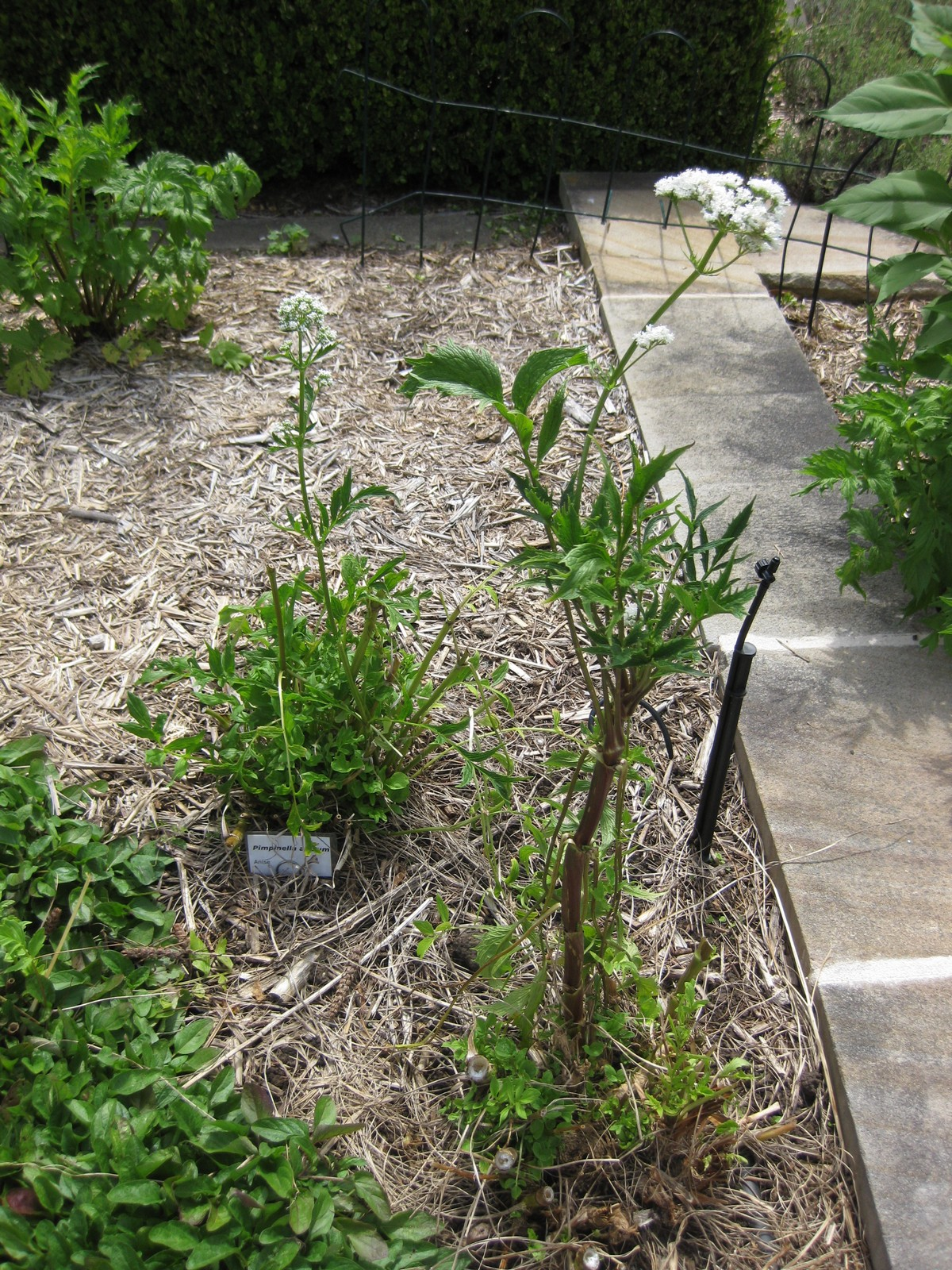
Virágzó ánizsnövény

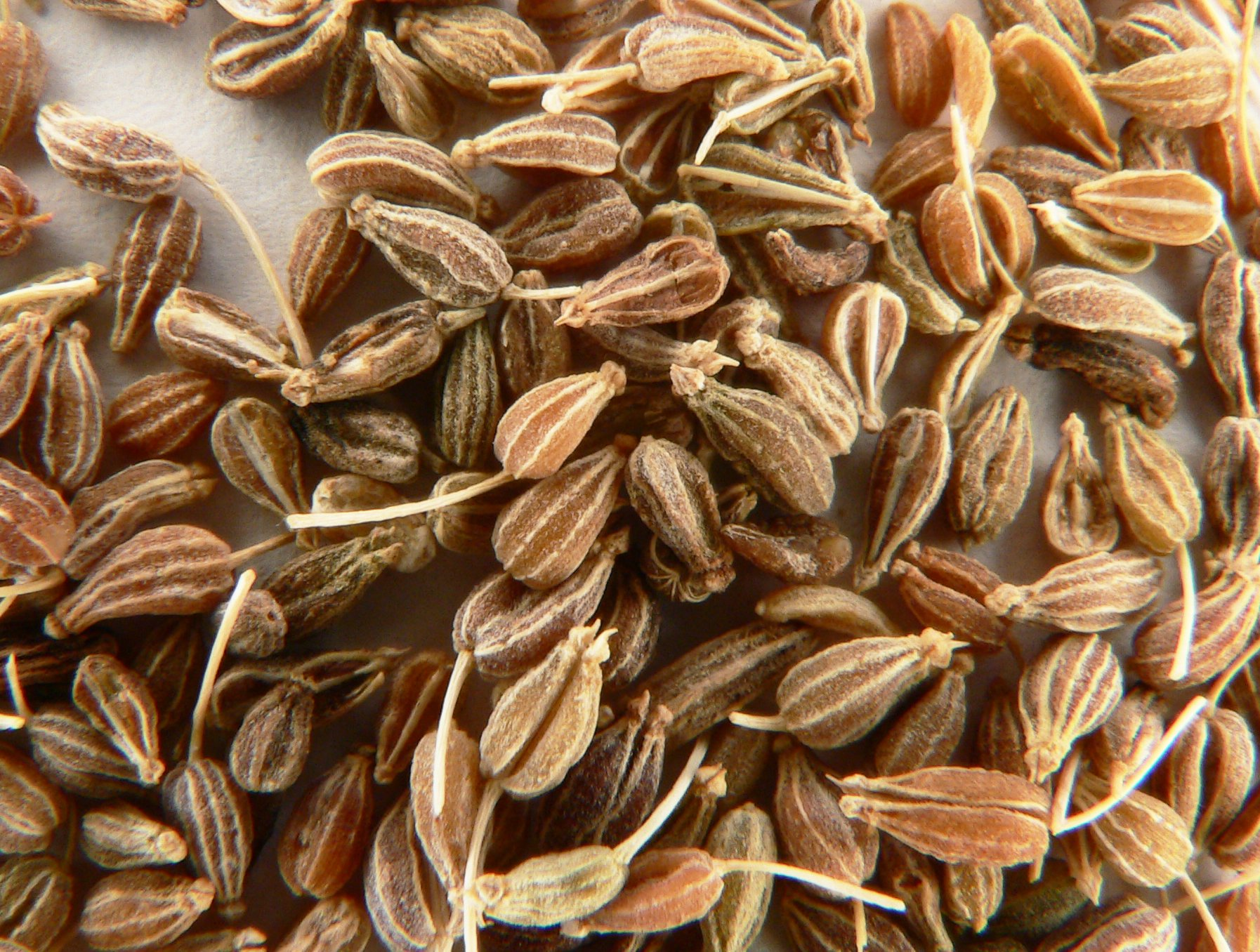
Ánizsmagok

A közönséges ánizs egyéves, lágy szárú növény. Hazánk bármely területén termeszthető, a legtöbb talajon jól fejlődik. Meleg- és tápanyagigényes. Magról szaporítható; március közepén–április elején 30–40 cm-es sortávolságra vetik. A fő- és mellékernyők érésekor, általában júliustól aratják, és cséplés után szellős helyen tárolják.
Fűszerként szürkésbarna, 3,5–5 mm hosszú termését (Anisi fructus) használjuk; ezen gyakran a kocsány is megmarad. Illata jellemző, kellemes. A köménymagra emlékeztető, de annál erősebb szagú, édesen aromás ízű fűszer.
Jellemző kártevője a köménymoly (Depressaria daucella).

## Hatóanyagai
2-5% (80-90% anetoltartalmú) illóolaj, 10-30% zsírosolaj, kolin, 20% fehérje, cukor.

## Felhasználása
Az ánizsmagot általában egészben használjuk. Ha kell, össze is törhetjük, de mindig csak a szükséges mennyiséget, mert gyorsan elveszíti jellegzetes aromáját. Fűszerként az egész világon sokoldalúan használják, illóolajat, fehérjét, cukrot tartalmaz.
Felhasználható főzelékek (vörös káposzta-, sárgarépa-, tök-, cékla- stb.), vadas ételek, mártások ízesítésére; ezeket egy kevés ánizs előnyösen érdekessé teheti.

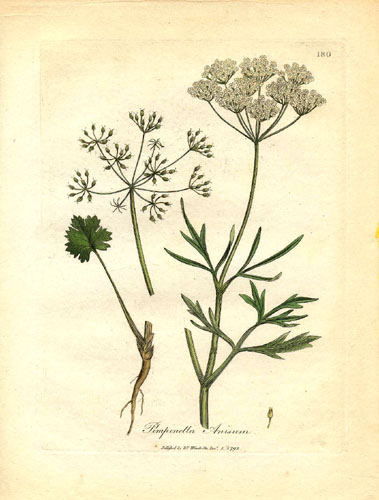
Ánizs

Gyakran teszik édességekbe, gyümölcskompótokba, édes rizsbe, köhögés elleni cukorkákba, pudingokba, tésztákba, süteményekbe, egyes vidékeken még a kenyérbe és a sós süteményekbe is. Sokféle italhoz adják, így puncsokhoz, szirupokhoz, likőrökhöz, édesborokhoz és teákhoz, de leginkább a likőrgyártásban jelentős

### Ánizslikőrök, ánizsos párlatok
Az ánizs adja a görög nemzeti italnak számító ouzo (ejtsd: úzó) jellegzetes aromáját. Házilag főként törkölypárlatból (ritkábban borpárlatból) készítik, ami pedig kereskedelmi forgalomba kerül, azt általában gabonaszeszből. Az eredetileg a híoszi pisztáciafa gyantájával ízesített, szintén görög eredetű likőrt, a masztikát Görögországon kívül ánizzsal ízesítik. Az anisette (vagy anis), mely a csillagánizsból készülő pastisra hasonlít, egy nagyon édes, színtelen likőr; fő alapanyaga az ánizs.
Az ánizs (a fehér üröm és az édeskömény mellett) a hasonlóképp karakteres svájci-francia abszint egyik fő alkotóeleme is.
Ha ezen italokat vízzel keverjük, érdekes jelenséget figyelhetünk meg, melyet louche-hatásnak vagy ouzo-hatásnak neveznek. Az ánizsolaj (más illóolajokhoz hasonlóan) vízben nem oldódik, ezért ilyenkor kicsapódik a párlatból és többé-kevésbé átlátszatlan, fehéres színt ad neki. Ez a színváltozás lehet az egyik oka annak, hogy ezeket az italokat már-már rituálisan isszák.

### Gyógyhatása
Az ánizst étvágyjavító, emésztést serkentő, vértisztító, hurutoldó, idegerősítő, felfúvódást szüntető, gyomor-, bél- és epebántalmak elleni szerként is használják. A gyermekgyógyászatban mint szélhajtó szinte nélkülözhetetlen. Gyógyszerekhez ízjavítónak adják.
Magvaiból vízgőzzel illóolajat párolnak le. Származási helyétől függően az ánizsmagból 6–9% ánizsolaj vonható ki.
Használják illatosításra, gyenge hashajtónak, és a belső elválasztású secretumok (tej, köpet) gyorsabb kiválasztására. A tetveket gyorsan elpusztítja, ezért kenőcsként vagy borszeszes oldatban fejtetvek ellen is alkalmazzák.
A bőrt érzékenyítő és/vagy enyhén irritáló tulajdonságai miatt tartós, több hetes használata nem ajánlott.
A háziállatok féregűző szereinek egyik alkotója.
Könnyen összetéveszthető a foltos bürökkel, ami mérgező!